# Juan Antonio Gaya Tovar
Juan Antonio Gaya Tovar (Tardelcuende, 13 de mayo de 1876-Soria, 17 de agosto de 1936) fue un médico, profesor y político español, padre del historiador y escritor, Juan Antonio Gaya Nuño, y del lingüista Benito Gaya Nuño. De convicciones republicanas, fue ejecutado víctima de la represión del bando franquista.

## Biografía
Ejerció como médico rural en la provincia de Soria, y a partir de 1920 en la capital. Allí fue también profesor de gimnasia del Instituto de enseñanza secundaria y cofundador del diario, La Voz de Soria. 
Republicano, fue concejal en el Ayuntamiento de Soria durante la década de 1920. Miembro del Partido Republicano Radical Socialista (PRRS) primero, y de Unión Republicana (UR) después, en la elección de compromisarios que debían participar en la elección del presidente de la República en 1936, obtuvo el acta por la circunscripción de Soria.
Con el golpe de Estado de julio de 1936 que dio lugar al inicio de la Guerra Civil, Juan Antonio Gaya fue detenido por un grupo de requetés mientras acudía a asistir a un herido y encarcelado en la prisión provincial de Soria. Su familia y amigos realizaron gestiones para su puesta en libertad. Las autoridades militares ordenaron la libertad de Gaya Tovar y otros seis detenidos, lo que se comunicó al director de la prisión el 16 de agosto. No obstante, fue fusilado sin juicio previo al día siguiente en el cementerio de El Espino. Los bienes de su familia fueron embargados y se le impuso una multa de 7000 pesetas.